# Mistrovství Evropy v judu 1964
XIV. Mistrovství Evropy v judu za rok 1964 proběhlo ve východním Berlíně, NDR ve dnech 25. až 26. dubna 1964 v dnes již zdemolované Werner-Seelenbinder-Halle.
Původně se mělo mistrovství Evropy pořádat v Jugoslávii, ale Jugoslávský judistický svaz se pořádání mistrovství Evropy na podzim 1963 vzdal. Na zasedání řídícího výboru EJU se následně svěřilo pořádání mistrovství Evropy Východoněmeckému judistickému svazu. O pořádání mistrovství mělo velký zájem Nizozemsko, které slavilo 25 let založení svého národního judistického svazu. Nizozemská vláda však nemohla pro předpisy NATO zaručit start (udělení víz) sportovcům z Německé demokratické republiky.

## Informace a program turnaje
- seznam účastníků

Judisté bojovali k.o. vyřazovacím způsobem. Judista, který v turnaji prohrál byl definitivně vyřazen. Poražení semifinalisté získali automaticky bronzovou medaili (3. místo).  
Mistrovství Evropy se účastnilo 20 z 21 členských zemí EJU – Rakousko (10), Belgie (11), Dánsko, Španělsko, Finsko, Francie (19), Spojené království, Nizozemsko (18), Maďarsko, Irsko, Itálie, Lucembursko, Polsko (10), Potugalsko, Švédsko, Jugoslávie (12), Sovětský svaz (10), Švýcarsko, Československo a domácí Německá demokratická republika (20). Mistrovství bojkotovala Spolková republika Německo (Západní Německo).
Judisté byli rozděleni na amatéry a profesionály. Statut judisty posuzoval jednotlivý národní judistický svaz. Zápasilo se ve dvou třídách amatérské a otevřené. V otevřené třídě mohli nastoupit vedle profesionálů i amatéři.
- PA – 25. 4. 1964 – junioři, soutěž družstev, kategorie bez rozdílu vah otevřené třídy
- SO – 26. 4. 1964 – váhové kategorie amatérské třídy a otevřené třídy, kategorie bez rozdílu vah amatérské třídy

## Československá stopa
O nominaci judistů na mistrovství Evropy rozhodoval výkon na soutěžním utkání družstev se Sovětským svazem v Praze a domácí mistrovství republiky v Gottwaldově.
Do Berlína odjela početká výprava autokary. Šéftrenér reprezentace: Václav Bříza.
Na mistrovství Evropy startovalo za Československo 13 judistů: 
- −68 kg: Michal Vachun (*1944) z TJ VCHZ Pardubice startoval v amatérské třídě a prohrál ve druhém kole
- −68 kg: Svatopluk Fröde (*1940) z TJ Spartak Hradec Králové startoval v amatérské třídě a prohrál v úvodním kole
- −68 kg: František Jákl (*1941) z TJ Slavia VŠ Praha startoval v otevřené třídě a prohrál v úvodním kole
- −68 kg: Vladimír Procházka (*1944) z TJ Spartak Praha Sokolovo startoval v otevřené třídě a prohrál v úvodním kole

- −80 kg: Petr Jákl st. (*1941) z TJ Slavia VŠ Praha startoval v amatérské třídě a prohrál v úvodním kole
- −80 kg: Rudolf Klaban (*1942) z ASD Dukla Plzeň startoval v amatérské třídě a prohrál v úvodním kole
- −80 kg: Ludvík Wolf (*1939) z TJ Spartak Praha Sokolovo startoval v otevřené třídě a prohrál ve druhém kole

- +80 kg: Jaroslav Polák (*1937) z TJ Spartak Hradec Králové startoval v amatérské třídě
- +80 kg: Josef Novotný (*1934) z TJ Gottwaldov startoval v amatérské třídě
- +80 kg: Petr Rychlý (*1945) z TJ Spartak Praha Sokolovo startoval v otevřené třídě

- BRV: Jaroslav Polák (*1937) z TJ Spartak Hradec Králové startoval v amatérské třídě
- BRV: Jindřich Kaděra (*1937) z TJ Baník Ostrava startoval v amatérské třídě
- BRV: Rudolf Klaban (*1942) z ASD Dukla Plzeň startoval v otevřené třídě
- BRV: Petr Rychlý (*1945) z TJ Spartak Praha Sokolovo startoval v otevřené třídě

- jun. −68 kg: Karel Smejkal (*1946) z TJ Spartak Hradec Králové
- jun. −80 kg: Václav Vaňátko (*1946) z TJ Spartak Hradec Králové, obsadil 2. místo[4]

V soutěži družstev nastoupili:
- −68 kg: Svatopluk Fröde a Michal Vachun
- −80 kg: Petr Jákl st. a Ludvik Wolf
- +80 kg: Jindřich Kaděra a Josef Novotný

V prvním kole mělo československé družstvo štěstí na volný los, ale ve druhém kole prohrálo s favorizovaným Sovětským svazem 0:5, pouze Ludvík Wolf zremizoval zápas s Alfredem Karaščukem.

## Výsledky

### Individuální soutěže
| Muži       | Muži       | Zlato                     | Stříbro                     | Bronz                      | Bronz                   |
| Muži       | Muži       | Váhové kategorie          | Váhové kategorie            | Váhové kategorie           | Váhové kategorie        |
| ---------- | ---------- | ------------------------- | --------------------------- | -------------------------- | ----------------------- |
| −68 kg     | Amatérská: | André Bourreau (FRA)      | Anton Linskens (NED)        | Günther Wiesner (GDR)      | Eric Hänni (SUI)        |
| −68 kg     | Otevřená:  | Aaron Bogoljubov (URS)    | Karl Reisinger (AUT)        | Brian Jacks (GBR)          | Michel Lesturgeon (FRA) |
| −80 kg     | Amatérská: | Anatolij Bondarenko (URS) | Ilja Cipurskij (URS)        | Jan Snijders (NED)         | Otto Smirat (GDR)       |
| −80 kg     | Otevřená:  | Lionel Grossain (FRA)     | Jacques Noris (FRA)         | Peter Snijders (NED)       | George Kerr (GBR)       |
| +80 kg     | Amatérská: | Herbert Niemann (GDR)     | Parnaoz Čikviladze (URS)    | Jean-Claude Brondani (FRA) | Anthony McConnell (GBR) |
| +80 kg     | Otevřená:  | Anton Geesink (NED)       | Johan Schaeffer (NED)       | Anthony Sweeney (GBR)      | Marcel Lenormand (FRA)  |
| Muži       | Muži       | Zlato                     | Stříbro                     | Bronz                      | Bronz                   |
| Muži       | Muži       | Kategorie bez rozdílu vah |                             |                            |                         |
| Amatérská: | Amatérská: | Anzor Kiknadze (URS)      | Jean-Pierre Dessailly (FRA) | Alphonse Lemoine (FRA)     | Helmut Howiller (GDR)   |
| Otevřená:  | Otevřená:  | Anton Geesink (NED)       | Martin Poglajen (NED)       | Michel Franceschi (FRA)    | Frank Gonschorek (GDR)  |
| Junioři    | Junioři    | Zlato                     | Stříbro                     | Bronz                      | Bronz                   |
| Junioři    | Junioři    | Váhové kategorie juniorů  |                             |                            |                         |
| −68 kg     | −68 kg     | Jacques Tanguy (FRA)      | Jentinus Hoogendijk (NED)   | Kakanović (YUG)            | Nadas (HUN)             |
| −80 kg     | −80 kg     | Brian Jacks (GBR)         | Václav Vaňátko (TCH)        | Wolf (GDR)                 | Philippe Baudin (FRA)   |
| +80 kg     | +80 kg     | Patrick Rychkoff (FRA)    | Matjaž Smolnikar (YUG)      | Knoch (GDR)                | Seegers (BEL)           |

### Soutěže družstev
| Muži | Muži | Zlato | Stříbro | Bronz | Bronz |
| Muži | Muži | Soutěž družstev | Soutěž družstev                                                                                            | Soutěž družstev | Soutěž družstev |
| ---- | ---- | --- | --- | --- | --- |
|      |      | Sovětský svaz (URS) (Aaron Bogoljubov, Anatolij Bondarenko, Parnaoz Čikviladze, Alfred Karaščuk, Anzor Kiknadze, Oleg Stěpanov) | Nizozemsko (NED) (Jacobus Bonte, Anton Geesink, Manfred Kuypers, Jacob Mackay, Willem Ruska, Jan Snijders) | Francie (FRA) (Michel Bourgoin, André Bourreau, Lionel Grossain, Jacques Le Berre, Michel Lesturgeon, Mathieu Vallauri) | Východní Německo (GDR) (Manfred Birkholz, Helmut Howiller, Herbert Niemann, Otto Smirat, Günther Wiesner, Erich Zielke) |

## Medailová bilance
V judu se rozdělilo celkem 12 sad medailí.
| Pořadí | Stát                            |       | Muži    | Muži  | Muži  |         | Družstva | Družstva | Družstva |       | Junioři | Junioři | Junioři |  | Muži + druž. + jun. | Muži + druž. + jun. | Muži + druž. + jun. | Celkem |
| Pořadí | Stát                            | Zlato | Stříbro | Bronz | Zlato | Stříbro | Bronz    | Zlato    | Stříbro  | Bronz | Zlato   | Stříbro | Bronz   |  |                     |                     |                     | Celkem |
| ------ | ------------------------------- | ----- | ------- | ----- | ----- | ------- | -------- | -------- | -------- | ----- | ------- | ------- | ------- |  | ------------------- | ------------------- | ------------------- | ------ |
| 1.     | Francie (FRA)                   |       | 2       | 2     | 5     |         | 0        | 0        | 1        |       | 2       | 0       | 1       |  | 4                   | 2                   | 7                   | 13     |
| 2.     | Sovětský svaz (URS)             |       | 3       | 2     | 0     |         | 1        | 0        | 0        |       | 0       | 0       | 0       |  | 4                   | 2                   | 0                   | 6      |
| 3.     | Nizozemsko (NED)                |       | 2       | 3     | 2     |         | 0        | 1        | 0        |       | 0       | 1       | 0       |  | 2                   | 5                   | 2                   | 9      |
| 4.     | Východní Německo (GDR)          |       | 1       | 0     | 4     |         | 0        | 0        | 1        |       | 0       | 0       | 2       |  | 1                   | 0                   | 7                   | 8      |
| 5.     | Spojené království (GBR)        |       | 0       | 0     | 4     |         | 0        | 0        | 0        |       | 1       | 0       | 0       |  | 1                   | 0                   | 4                   | 5      |
| 6.     | Jugoslávie (YUG)                |       | 0       | 0     | 0     |         | 0        | 0        | 0        |       | 0       | 1       | 1       |  | 0                   | 1                   | 1                   | 2      |
| 7.     | Československo (TCH)            |       | 0       | 0     | 0     |         | 0        | 0        | 0        |       | 0       | 1       | 0       |  | 0                   | 1                   | 0                   | 1      |
| 7.     | Rakousko (AUT)                  |       | 0       | 1     | 0     |         | 0        | 0        | 0        |       | 0       | 0       | 0       |  | 0                   | 1                   | 0                   | 1      |
| 9.     | Švýcarsko (SUI)                 |       | 0       | 0     | 1     |         | 0        | 0        | 0        |       | 0       | 0       | 0       |  | 0                   | 0                   | 1                   | 1      |
| 9.     | Maďarská lidová republika (HUN) |       | 0       | 0     | 0     |         | 0        | 0        | 0        |       | 0       | 0       | 1       |  | 0                   | 0                   | 1                   | 1      |
| 9.     | Belgie (BEL)                    |       | 0       | 0     | 0     |         | 0        | 0        | 0        |       | 0       | 0       | 1       |  | 0                   | 0                   | 1                   | 1      |
| Celkem | Celkem                          |       | 8       | 8     | 16    |         | 1        | 1        | 2        |       | 3       | 3       | 6       |  | 12                  | 12                  | 24                  | 48     |